# Wyspy Kamienne
Wyspy Kamienne (ros. Каменные острова) – archipelag 4 większych wysp położonych równoleżnikowo na Zatoce Piasińskiej, do której uchodzi rzeka Piasina, na Morzu Karskim. Wyspy niezamieszkałe, pokryte tundrą, stanowią część Kraju Krasnojarskiego i jednego z największych na świecie rezerwatów przyrody – Wielkiego Rezerwatu Arktycznego o powierzchni 41 692 km². W czasie srogich zim wyspy są połączone ze sobą i stałym lądem pokrywą lodową. Na wyspach panuje surowy klimat, polarny i subpolarny.
Najbliższym portem i miastem jest Dikson położone około 90 km na południowy zachód od wysp.
Wyspy zostały odkryte dopiero w latach 1900–1903 podczas rosyjskiej ekspedycji na statku Zaria pod kierownictwem barona Edwarda Wasiljewicza Tolla, w której uczestniczył jako hydrolog A. W. Kołczak.
Do archipelagu należą (od zachodu):
- Zachodnia Wyspa Kamienna, 8,5 km średnicy, wysokość do 159 m;
- Wschodnia Wyspa Kamienna, 17 km długości, 9 km szerokości, wysokość do 46 m;
- Wyspa Rastorgujewa, wydłużona, w kształcie przewróconej „ósemki”, długości 16 km i wysokości do 132 m;
- Wyspa Morżowo, 4 km średnicy, najbliżej stałego lądu (11 km).